# Megacephala affinis
Megacephala affinis är en skalbaggsart som beskrevs av Pierre François Marie Auguste Dejean 1825. Megacephala affinis ingår i släktet Megacephala och familjen jordlöpare. Utöver nominatformen finns också underarten M. a. angustata.